# Liste des maires de Torcy (Seine-et-Marne)
Cette page présente la liste des maires de la ville de Torcy depuis 1792.

## Histoire

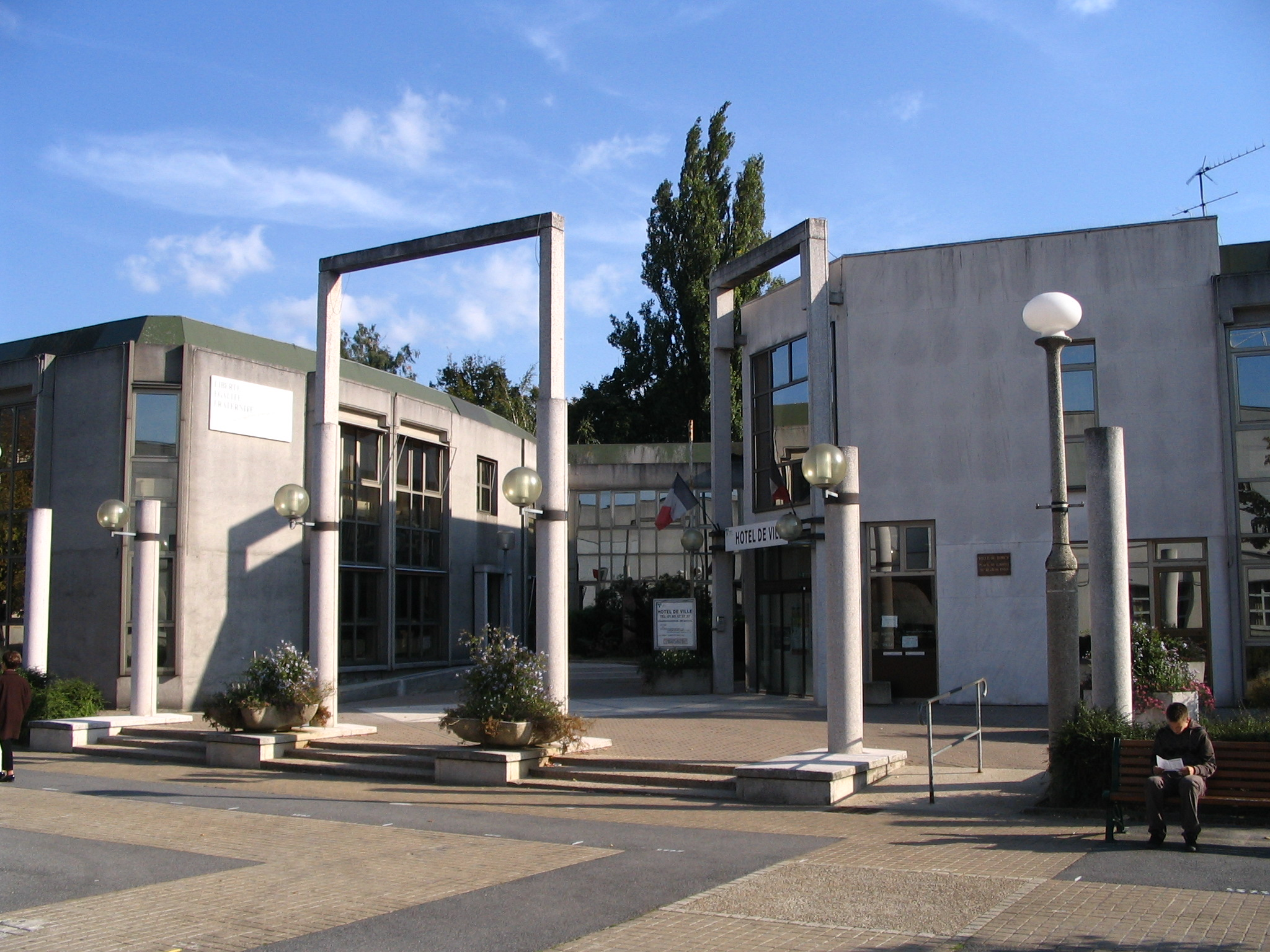
Mairie de Torcy

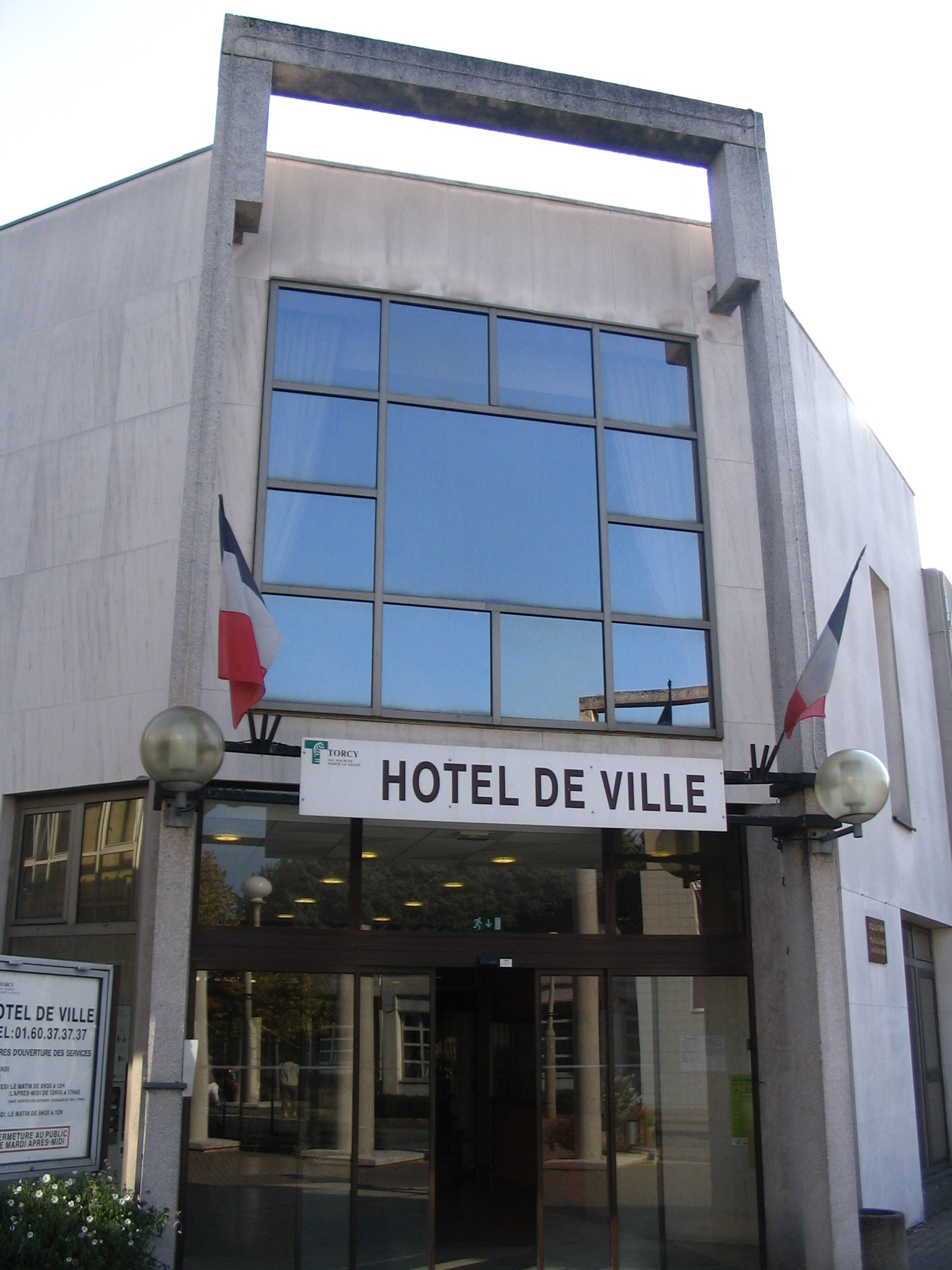
Entrée de la mairie de Torcy

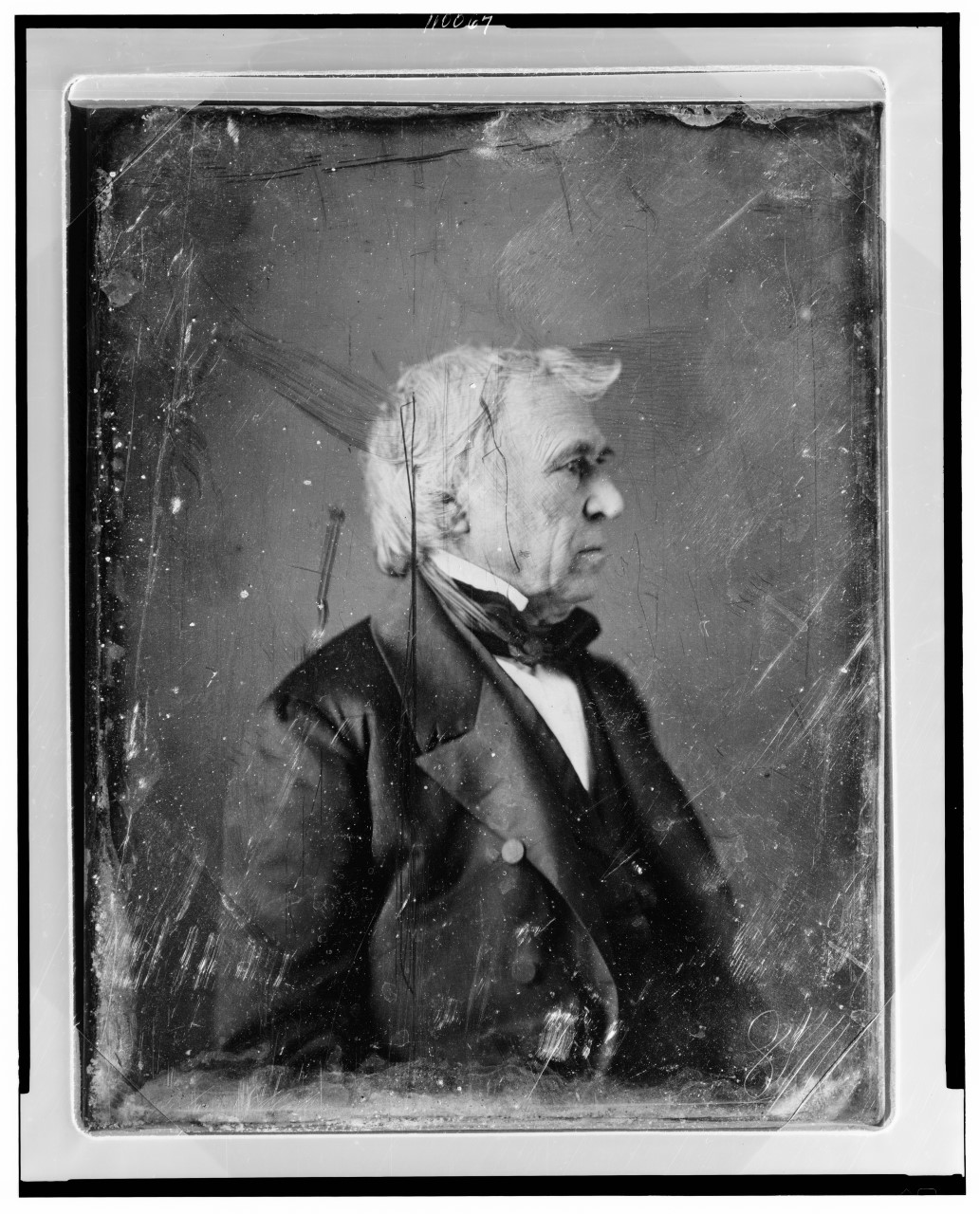
Louis Bourgeois, maire de Torcy de 1844 à 1848

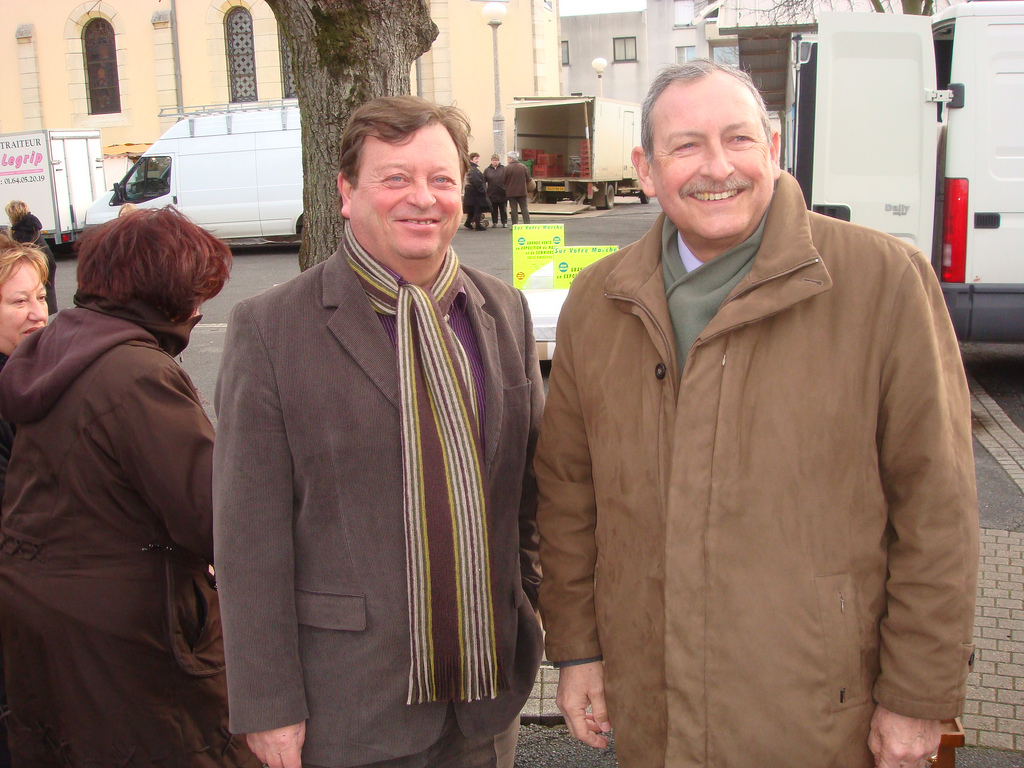
Christian Chapron, maire de Torcy avec Gérard Eude, conseiller général du canton de Torcy

Dès 1789, la première mairie de Torcy était une salle communale situé dans le presbytère de la Grande Rue. En 1855, un nouveau bâtiment est construit en bordure de la rue de Paris en même temps que la nouvelle église pour en faire la mairie de Torcy. 
Avec son accroissement démographique, la ville se voit contrainte de changer de mairie. En 1966, la municipalité transforme Maison Blanche, une belle demeure bourgeoise du début du XIXe siècle, en une nouvelle mairie. Une des particularités architecturales de cet édifice est sa forme hexagonale dont la légende veut qu’elle ait eu cette forme afin de recevoir le magnifique parquet en bois exotique en provenance du pavillon d’Argentine de l'exposition Universelle de 1889. Cette salle qui est la plus belle de l'édifice et qui a vue sur un magnifique parc, servira de salle des Mariages et de salle du Conseil Municipal. 
Avec la Ville Nouvelle et l'explosion démographique, Maison Blanche va vite être trop petite. C'est en 1986 qu'est inauguré l'actuel hôtel de ville.

## La liste
| Période | Période  | Identité                  | Étiquette | Qualité |
| ------- | -------- | ------------------------- | --------- | ------- |
| 1792    | 1793     | François Baptiste Barat   | Non listé |         |
| 1793    | An IV    | Jacques Pierre Philippets | Non listé |         |
| An IV   | 1811     | Antonie Imbault           | Non listé |         |
| 1812    | 1813     | Jacques Pierre Philippets | Non listé |         |
| 1813    | 1819     | Charlier                  | Non listé |         |
| 1819    | 1820     | Bourgeois                 | Non listé |         |
| 1820    | 1822     | François Ignace Fournier  | Non listé |         |
| 1822    | 1823     | Jacques Pierre Philippets | Non listé |         |
| 1823    | 1826     | François Ignace Fournier  | Non listé |         |
| 1826    | 1830     | Jules Pierre Deniau       | Non listé |         |
| 1830    | 1831     | François Ignace Fournier  | Non listé |         |
| 1831    | 1837     | Guillaume Lefebvre        | Non listé |         |
| 1837    | 1844     | André Philippets          | Non listé |         |
| 1844    | 1848     | Louis Bourgeois           | Non listé |         |
| 1848    | 1868     | Édouard Picquemard        | Non listé |         |
| 1868    | 1869     | Eugène Escribe            | Non listé |         |
| 1869    | 1871     | Jean Baptiste Débédé      | Non listé |         |
| 1871    | 1874     | Eugène Benoît             | Non listé |         |
| 1874    | 1878     | Jean-Marie Labrousse      | Non listé |         |
| 1878    | 1887     | Charles Lips              | Non listé |         |
| 1887    |          | Charles Berthaux          | Non listé |         |
| 1888    | 1900     | Jean Baptiste Bardin      | Non listé |         |
| 1900    | 1908     | Alphonse Duval            | Non listé |         |
| 1908    | 1941     | Louis Broc                | Non listé |         |
| 1941    | 1977     | Guy Chavanne              | UNR       |         |
| 1977    | 1989     | Lucien Mayadoux           | PS        |         |
| 1989    | 1995     | Gérard Jeffray            | UDF       |         |
| 1995    | 2012     | Christian Chapron         | PS        |         |
| 2012    | En cours | Guillaume Le Lay-Felzine  | PS        |         |

## Les maires

### Édouard Picquemard
Édouard Picquemard est le premier maire élu par un Conseil Municipal issu d'un suffrage universel en 1848. Il est reconduit ultérieurement par désignation du Préfet jusqu'en 1868. 

### Charles Lips
Charles Lips est élu maire de 1878 à 1887. Il est le premier maire Torcéen à être réélu en 1884, après trois tours de scrutin avec le bénéfice de l’âge.

### Alphonse Duval
Alphonse Duval est élu maire de 1900 à 1908. Celui-ci a fait bâtir entre 1896 à 1897, une grande maison bourgeoise appelée « château Duval », qui est actuellement le château des Charmettes.

### Guy Chavanne
Guy Chavanne, né le 4 février 1900 à Gouvernes et mort le 4 janvier 1983 à Torcy, fut député et conseiller municipal de Torcy en 1929, adjoint au maire en 1935, puis maire de Torcy de 1941 à 1977.

### Lucien Mayadoux
Lucien Mayadoux, connu pour sa franchise et sa moustache, fut maire de Torcy de 1977 à 1989. Il cumula également le mandat de président du Syndicat d'agglomération nouvelle du Val-Maubuée de 1984 à 1989. En 1989, Lucien Mayadoux contesta l'élection de son adversaire Gérard Jeffray car il ne l'avait remporté que d'une quarantaine de voix près. Alors une deuxième élection fut organisée, mais Gérard Jeffray la remporta de nouveau avec 133 voix d'avance. Lucien Mayadoux décéda le 2 avril 2011. Pour lui rendre hommage, les élus du SAN ont nommé Lucien Mayadoux, l’espace de rencontre situé dans le quartier de l’Arche-Guédon.

### Gérard Jeffray
Gérard Jeffray qui a fait carrière dans l'informatique, a été élu maire listé UDF de 1989 jusqu'en 1995. Il a aussi cumulé les mandats de conseiller régional (1992-1998) et de député (1993-1997). Il fut le premier maire Torcéen dont l'élection a été contesté par son adversaire.
En janvier 1995, un des adjoints de Gérard Jeffray, Thierry Omnes fait une candidature dissidente sous les mêmes couleurs que le député maire, en créant une liste Torcy 2001, pour les élections municipales de 2001. Cette division a précipité la défaite du centre au profit de la gauche.

### Christian Chapron
Christian Chapron est né le 3 octobre 1943 et retraité de l'Éducation Nationale. Il est élu maire de Torcy pour la première fois en 1995. Il cumule également les mandats de président du Syndicat mixte d'assainissement de la région de Marne-la-Vallée et de président de l'Amicale des Maires du canton de Torcy. L'équipe municipale est composée de 10 adjoints au maire, tous spécialisés dans un domaine précis, et de 24 conseillers municipaux
Il est le premier maire de Torcy à avoir démissionné de son mandat tout en restant conseiller municipal en octobre 2012.

## Pour approfondir